# Jerry Meals
Jerry Meals, né en octobre 1961 en Pennsylvanie, États-Unis, est un arbitre de la Ligue majeure de baseball.

## Biographie
Meals est arbitre de la Ligue majeure depuis 1998.
Il est membre du groupe d'officiels en service durant la Série de championnat 2008 de la Ligue nationale entre Philadelphie et Los Angeles et arbitre durant la partie d'étoiles de 2002 à Milwaukee.
Il fait également partie des arbitres en fonction lors de plusieurs Séries de divisions (1999, 2004, 2005, 2009 et 2010).
Comme arbitre, il porte le numéro de dossard 41.
Le 26 juillet 2011 à Atlanta, les Braves et les Pirates de Pittsburgh jouent le plus long match (6 heures 39 minutes) de l'histoire des deux franchises. La partie se termine par un gain de 4-3 des Braves en 19e manche lorsque Meals met fin au match historique en déclarant Julio Lugo sauf au marbre alors qu'il était de toute évidence retiré. Ceci déclenche une vague de protestations et de nouveaux appels pour que les arbitres utilisent la reprise vidéo lors de jeux importants. Outrés, les Pirates déposent une plainte formelle contre Meals à 2h30 du matin. L'arbitre Meals et la MLB admettent l'erreur.